# Pterolophia mediomaculata
Pterolophia mediomaculata är en skalbaggsart som beskrevs av Stefan von Breuning 1940. Pterolophia mediomaculata ingår i släktet Pterolophia och familjen långhorningar.
Artens utbredningsområde är:
- Botswana.
- Zimbabwe.

Inga underarter finns listade i Catalogue of Life.